# Campeonatos distritais
De Campeonatos distritais zijn de districtsvoetbalkampioenschappen van Portugal. Afhankelijk van het aantal voetbalclubs per regio zijn er 5 tot 8 divisies. Via het vijfde niveau kan een club promoveren naar het vierde niveau, de Campeonato de Portugal. Van veel ploegen zijn ook de tweede en derde teams in deze competities aanwezig. Deze kunnen niet zelfstandig promoveren. Zodra het eerste team promoveert, gaan de tweede en derde teams ook een competitie omhoog. Zodra het eerste team degradeert gaan beide teams (indien aanwezig) ook een niveau omlaag. Dat gebeurt ten allen tijde, ook als ze zelf niet op degradatie staan.
Gemiddeld zijn er ongeveer 300 clubs aanwezig in dit systeem.

## Systeem
In het onderstaande tabel is elk systeem zichtbaar per district.
| District             | Competitie niveau                         | Competitie niveau                              | Competitie niveau                         | Competitie niveau                   |
| District             | 5                                         | 6                                              | 7                                         | 8                                   |
| -------------------- | ----------------------------------------- | ---------------------------------------------- | ----------------------------------------- | ----------------------------------- |
| AF Porto             | Divisão de Elite 32 clubs (Poules 1 en 2) | Divisão de Honra32 clubs (Poules 1 en 2)       | 1ª Divisão 32 clubs (Poules 1 en 2)       | 2ª Divisão 36 clubs (Poules 1 en 2) |
| AF Lisboa            | 1ª Divisão 18 clubs                       | 2ª Divisão 32 clubs (Poules 1 en 2)            | 3ª Divisão 39 clubs (Poules 1 en 2)       |                                     |
| AF Braga             | Pro-Nacional 18 clubs                     | Divisão de Honra 32 clubs (Poules 1 en 2)      | 1ª Divisão 58 clubs (Poules A, B, C en D) |                                     |
| AF Aveiro            | Campeonato Safina 18 clubs                | 1ª Divisão 18 clubs                            | 2ª Divisão 41 clubs (Poules A, B en C)    |                                     |
| AF Algarve           | 1ª Divisão 12 clubs                       | 2ª Divisão 16 clubs                            |                                           |                                     |
| AF Beja              | 1ª Divisão 14 clubs                       | 2ª Divisão 20 clubs (Poules A en B)            |                                           |                                     |
| AF Coimbra           | Divisão de Honra 16 clubs                 | 1ª Divisão 17 clubs (Poules A en B)            |                                           |                                     |
| AF Évora             | Divisão de Elite 14 clubs                 | Divisão de Honra 11 clubs                      |                                           |                                     |
| AF Guarda            | 1ª Divisão 14 clubs                       | 2ª Divisão 9 clubs                             |                                           |                                     |
| AF Leiria            | Divisão de Honra 16 clubs                 | Campeonato Desportiva 23 clubs (Poules A en B) |                                           |                                     |
| AF Madeira           | Divisão de Honra 12 clubs                 | 1ª Divisão 7 clubs (Poules A en B)             |                                           |                                     |
| AF Santarém          | 1ª Divisão 14 clubs                       | 2ª Divisão 21 clubs (Poules A en B)            |                                           |                                     |
| AF Setúbal           | 1ª Divisão 16 clubs                       | 2ª Divisão 19 clubs (Poules A en B)            |                                           |                                     |
| AF Viana do Castelo  | 1ª Divisão 16 clubs                       | 2ª Divisão 18 clubs                            |                                           |                                     |
| AF Viseu             | Divisão de Honra 16 clubs                 | 1ª Divisão 22 clubs Poule noord en zuid        |                                           |                                     |
| AF Angra do Heroísmo | Campeonato de Futebol dos Açores 10 clubs | 1ª Divisão                                     |                                           |                                     |
| AF Horta             | Campeonato de Futebol dos Açores 10 clubs | 1ª Divisão                                     |                                           |                                     |
| AF Ponta Delgada     | Campeonato de Futebol dos Açores 10 clubs | 1ª Divisão                                     |                                           |                                     |
| AF Bragança          | Divisão de Honra 11 clubs                 |                                                |                                           |                                     |
| AF Castelo Branco    | Divisão de Honra 11 clubs                 |                                                |                                           |                                     |
| AF Portalegre        | 1ª Divisão 10 clubs                       |                                                |                                           |                                     |
| AF Vila Real         | Divisão de Honra 15 clubs                 |                                                |                                           |                                     |

Portugese voetbalbond · Portugees voetbalelftal (mannen) · Portugees voetbalelftal (vrouwen)
Mannen
Primeira Liga · Liga Portugal 2 · Liga 3 · Campeonato de Portugal · Campeonatos distritais
Portugese voetbalbeker · Supercup
 Vrouwen
Campeonato Nacional Feminino · Campeonato Nacional de Promoção Feminino